# 1ª Divisão 1952 (hockey su pista)
La 1ª Divisão 1952 è stata la 14ª edizione del torneo di primo livello del campionato portoghese di hockey su pista. La manifestazione fu disputata tra il 20 luglio 1952 e si concluse il 19 gennaio 1953. Il titolo è stato conquistato dal Benfica per la seconda volta nella sua storia.

## Stagione

### Formula
La 1ª Divisão 1952 vide ai nastri di partenza diciotto club divisi in due gironi; ogni girone fu organizzato con un girone all'italiana, con gare di andata e ritorno. Erano assegnati tre punti per l'incontro vinto e due punti a testa per l'incontro pareggiato, mentre ne era attribuito uno solo per la sconfitta. Al termine della prima fase le prime quattro squadre di ogni gruppo si qualificarono alla fase finale; la vincitrice venne proclamata campione del Portogallo.

## Prima fase

### Regional do Norte
|  | Pos. | Squadra                  | Pt | G  | V  | N | P  | GF  | GS | DR  |
|  | ---- | ------------------------ | -- | -- | -- | - | -- | --- | -- | --- |
|  | 1.   | Infante de Sagres        | 40 | 14 | 13 | 0 | 1  | 101 | 25 | +76 |
|  | 2.   | Académica                | 39 | 14 | 12 | 1 | 1  | 85  | 34 | +51 |
|  | 3.   | Sanjoanense              | 33 | 14 | 9  | 1 | 4  | 46  | 47 | -1  |
|  | 4.   | Carvalhos                | 24 | 14 | 5  | 1 | 8  | 38  | 49 | -11 |
|  | 5.   | Educação Fisica Do Norte | 24 | 14 | 5  | 0 | 9  | 42  | 55 | -13 |
|  | 6.   | Escola Livre             | 23 | 13 | 4  | 1 | 9  | 46  | 63 | -17 |
|  | 7.   | Estrela                  | 21 | 14 | 3  | 1 | 10 | 39  | 92 | -53 |
|  | 8.   | Espinho                  | 16 | 14 | 3  | 1 | 10 | 29  | 61 | -32 |

Legenda:
  Qualificata alla fase finale.
      Retrocesse in 2ª Divisão 1953.
Note:
Tre punti a vittoria, due a pareggio, uno a sconfitta.

### Regional do Sul
|  | Pos. | Squadra          | Pt | G  | V  | N | P  | GF  | GS | DR  |
|  | ---- | ---------------- | -- | -- | -- | - | -- | --- | -- | --- |
|  | 1.   | Paço de Arcos    | 49 | 18 | 15 | 1 | 2  | 82  | 39 | +43 |
|  | 2.   | Benfica          | 47 | 18 | 14 | 1 | 3  | 110 | 36 | +74 |
|  | 3.   | Sintra           | 46 | 18 | 14 | 0 | 4  | 99  | 34 | +65 |
|  | 4.   | Campo de Ourique | 43 | 18 | 12 | 1 | 5  | 66  | 51 | +15 |
|  | 5.   | CF Benfica       | 33 | 15 | 9  | 0 | 6  | 49  | 36 | +13 |
|  | 6.   | Cuf              | 29 | 16 | 6  | 1 | 9  | 45  | 62 | -17 |
|  | 7.   | Amadora          | 27 | 17 | 3  | 4 | 10 | 41  | 81 | -40 |
|  | 8.   | Sporting Oeiras  | 24 | 18 | 2  | 2 | 14 | 38  | 94 | -56 |
|  | 9.   | Cascais          | 23 | 16 | 3  | 1 | 12 | 34  | 72 | -38 |
|  | 10.  | Parede           | 23 | 18 | 2  | 1 | 15 | 34  | 93 | -59 |

Legenda:
  Qualificata alla fase finale.
      Retrocesse in 2ª Divisão 1953.
Note:
Tre punti a vittoria, due a pareggio, uno a sconfitta.

## Fase finale
|  | Pos. | Squadra           | Pt | G  | V  | N | P  | GF | GS | DR  |
|  | ---- | ----------------- | -- | -- | -- | - | -- | -- | -- | --- |
|  | 1.   | Benfica           | 41 | 14 | 13 | 1 | 0  | 77 | 25 | +52 |
|  | 2.   | Paço de Arcos     | 36 | 14 | 11 | 0 | 3  | 74 | 37 | +37 |
|  | 3.   | Sintra            | 33 | 14 | 8  | 3 | 3  | 59 | 35 | +24 |
|  | 4.   | Infante de Sagres | 29 | 14 | 7  | 1 | 6  | 41 | 45 | -4  |
|  | 5.   | Campo de Ourique  | 29 | 14 | 7  | 1 | 6  | 43 | 26 | +17 |
|  | 6.   | Académica         | 22 | 14 | 3  | 2 | 9  | 26 | 46 | -20 |
|  | 7.   | Carvalhos         | 17 | 14 | 1  | 1 | 12 | 14 | 53 | -39 |
|  | 8.   | Sanjoanense       | 17 | 14 | 1  | 1 | 12 | 19 | 86 | -67 |

Legenda:
      Campione del Portogallo.
Note:
Tre punti a vittoria, due a pareggio, uno a sconfitta.